# خانه حمیدزاده رضوی
خانه حمیدزاده رضوی مربوط به دوره قاجار است و در تبریز، خیابان منجم، ضلع شمال غربی میدان نادر واقع شده و این اثر در تاریخ ۱۶ شهریور ۱۳۸۳ با شمارهٔ ثبت ۱۱۰۷۴ به‌عنوان یکی از آثار ملی ایران به ثبت رسیده است.